# یواس‌اس واپتون (وای‌تی‌ام-۵۲۷)
یواس‌اس واپتون (وای‌تی‌ام-۵۲۷) (به انگلیسی: USS Wahpeton (YTM-527)) یک کشتی است که طول آن ۱۰۱ فوت ۰ اینچ (۳۰٫۷۸ متر) می‌باشد. این کشتی در سال ۱۹۴۵ ساخته شد.